# Ghafara
Ghafara (arabiska: غفر, Ghafara eller Maghfira) är ett islamiskt begrepp med betydelsen förlåtelse, som är en av Allahs (Guds) fullkomliga egenskaper. Koranen beskriver tre typer av förlåtelse: att förlåta, rena (från synd) och hänskjuta (absolution).